# Tipula (Arctotipula) salicetorum
Tipula (Arctotipula) salicetorum is een tweevleugelige uit de familie langpootmuggen (Tipulidae). De soort komt voor in het Palearctisch gebied.